# کلوچه (فیلم)
کلوچه (انگلیسی: Cookie) فیلمی به کارگردانی سوزان سایدلمن است که در سال ۱۹۸۹ منتشر شد.

## بازیگران
- پیتر فالک
- دایان ویست
- امیلی لوید
- جری لوئیس
- باب گانتون
- ریکی لیک
- جوی بیهار
- برندا واکارو